# Lelanto
Lelanto (in greco antico: Λήλαντος?, Lḕlantos) è un personaggio della mitologia greca, presumibilmente figlio di Ceo e Febe.

## Genealogia
Fratello di Latona ed Asteria rappresenta la controparte maschile di Latona.
Fu padre di Aura, avuta con Peribea.

## Mitologia
Il suo nome è derivato dai termini greci lêthô, lanthanô e lelathon, che significano "fuggire senza essere notati", "spostarsi non visti" o "andare inosservati".
Per gli studiosi, l'etimologia del suo nome potrebbe aver implicato che Lelanto era forse il Titano dio dell'aria e dell'invisibile, dominando le deboli brezze.